# Bakhmatj
Bakhmatj (ukrainsk: Бахмач, ukrainsk udtale: [ˈbɑxmɐtʃ]) er en by beliggende i Nizjyn rajon i Tjernihiv oblast (provins) i det nordlige Ukraine. Den er vært for administrationen af Bakhmatj hromada, en af hromadaerne i Ukraine. 
Byen  havde i 2021 en befolkning på omkring 17.192 mennesker.

## Historie
Bakhmatj blev første gang nævnt i 1147 i Hypatiuskrøniken. Den hurtige udvikling begyndte i 1860'erne og 1870'erne, da den nærliggende Libau-Romny Jernbane blev bygget. Under 1. verdenskrig blev Slaget ved Bakhmatj   udkæmpet mellem den Tjekkiske legion i Rusland, og tyske styrker, der besatte Ukraine. Efter en legionssejr forhandlede tyskerne en våbenhvile. I januar 1919 var byen stedet for kampe mellem de invaderende bolsjevikiske styrker og Chornomorska-divisionen, som forsøgte at holde venstrebreds-Ukraine under kontrol af Ukraines nationalrepubliks hær (UNR). Under Anden Verdenskrig var Bakhmatj under tysk besættelse fra 13. september 1941 og blev befriet 9. september 1943.